# Joachim Hoffmann
Pour les articles homonymes, voir Hoffmann.
Joachim Hoffmann (né le 1er décembre 1930 à Königsberg en Prusse-Orientale, décédé le 8 février 2002 à Freiburg - en français, Fribourg-en-Brisgau) est un historien allemand.

## Biographie
Il a publié de nombreux livres, dont le plus connu est Stalins Vernichtungskrieg 1941-1945 (La Guerre d'extermination de Staline, 1995), dans lequel il affirme, suivant les thèses du Russe Viktor Souvorov, que Staline préparait une guerre d'extermination contre l'Allemagne, et que l'attaque allemande de l'Union soviétique fut une guerre préventive, tout en dénonçant les crimes nazis et l'Holocauste.
Il est responsable des archives de la Bundeswehr avec rang de colonel.
Joachim Hoffmann a été à plusieurs reprises critiqué pour sa vision jugée par ses détracteurs peu critique du nazisme, ainsi que pour ses apparentements politiques, comme l'a illustré la publication en 1996 d'un de ses textes dans la revue de l'Institute for Historical Review, une association américaine négationniste.[réf. nécessaire]

## Publications
en français
- La Guerre d'extermination de Staline 1941-1945, Akribeia, 2003, 446 pages

en allemand
- Die Ostlegionen 1941–1943. Turkotartaren, Kaukasier, Wolgafinnen im deutschen Heer, Band 19 der Einzelschriften zur militärischen Geschichte des Zweiten Weltkrieges, herausgegeben vom Militärgeschichtlichen Forschungsamt; Verlag Rombach, Freiburg i. Breisgau 1976,  (ISBN 3-7930-0178-4)

Rezension: Michael G. Hillinger in The American Historical Review, Volume 81, Issue 5 (Dec., 1976), S. 1155
- Deutsche und Kalmyken 1942–1945, Band 14 der Einzelschriften zur militärischen Geschichte des Zweiten Weltkrieges, herausgegeben vom Militärgeschichtlichen Forschungsamt, Verlag Rombach, Freiburg i. Breisgau 1977,  (ISBN 3-7930-0173-3)

Rezension: G. C. Field in The American Historical Review, Volume 80, Issue 4 (Oct., 1975), S. 964 f.
- Die Sowjetunion bis zum Vorabend des deutschen Angriffs, S. 38–97, Die Kriegführung aus der Sicht der Sowjetunion, S. 713–809, in: Das Deutsche Reich und der Zweite Weltkrieg, Bd.4 Der Angriff auf die Sowjetunion (Hrsg. Jürgen Förster, Horst Boog, Joachim Hoffmann), DVA 1983, 2. Auflage 1987,  (ISBN 3421060983)
- Kaukasien 1942/43 – Das deutsche Heer und die Orientvölker der Sowjetunion, Rombach-Verlag, Freiburg/ Breisgau 1991.  (ISBN 3-7930-0194-6)
- Die Angriffsvorbereitungen der Sowjetunion 1941, S. 367 bis 388 in: Bernd Wegner (Hrsg.) Zwei Wege nach Moskau – Vom Hitler-Stalin-Pakt bis zum „Unternehmen Barbarossa“, Piper-Verlag, München / Zürich 1991,  (ISBN 3-492-11346-X)
- Die Tragödie der ‚Russischen Befreiungsarmee‘ 1944/45. Wlassow gegen Stalin. (1984) Herbig Verlag, Neuauflage 2003,  (ISBN 3-776-62330-6)

Rezensionen: Catherine Andreyev, Soviet Studies, Großbritannien 3/1985; Earl F. Ziemke, The American Historical Review, 4/1985; Lawrence D. Stokes, German Studies Review, USA, Mai 1985; Ralf Georg Reuth, Frankfurter Allgemeine Zeitung, 25. Mai 1985; Roman Dneprov, Novoye Russkoye Slovo, New York, 21. November 1985; F.L. Carsten, The Slavonic and East European Review, Großbritannien 1/1986; H. Freiherr von Vogelsang, Liechtensteiner Vaterland, 11. Oktober 1984; R.J. Overy, The English Historical Review, Volume 102, Issue 404 (Jul., 1987), S. 759
- Stalins Vernichtungskrieg 1941-1945, Herbig-Verlag, München 2000,  (ISBN 3-7766-2079-X)

Rezension: Klaus Naumann (Die Zeit, 10. November 1995)